# Prix de Washington
Groupe II (internationale)
Le Prix de Washington est une course hippique de trot attelé se déroulant au mois de juillet sur l'hippodrome d'Enghien-Soisy à Enghien-les-Bains.
C'est une course de Groupe II internationale réservée aux chevaux de 4 à 11 ans inclus ayant gagné au moins 130 000 €.
Le Prix de Washington se court sur la distance de 1 609 mètres (1 mille), départ à l'autostart. L'allocation s'élève à 120 000 € dont 54 000 € pour le vainqueur.

## Palmarès depuis 1972
| Année | Vainqueur          | Pays       | Père              | Driver                 | Entraîneur           | Réd.km |
| ----- | ------------------ | ---------- | ----------------- | ---------------------- | -------------------- | ------ |
| 2025  | Go on Boy          | France     | Password          | Romain Derieux         | Romain Derieux       | 1'08"6 |
| 2024  | Hohneck            | France     | Royal Dream       | Gabriele Gelormini     | Philippe Allaire     | 1'09"3 |
| 2023  | Étonnant           | France     | Timoko            | Anthony Barrier        | Richard Westerink    | 1'09"3 |
| 2022  | Hohneck            | France     | Royal Dream       | François Lagadeuc      | Philippe Allaire     | 1'09"6 |
| 2021  | Go On Boy          | France     | Password          | Romain Derieux         | Romain Derieux       | 1'09"6 |
| 2020  | Drôle de Jet       | France     | Coktail Jet       | Pierre Vercruysse      | Pierre Vercruysse    | 1'09"8 |
| 2019  | Bel Avis           | France     | Ganymède          | Jean-Michel Bazire     | Jean-Michel Bazire   | 1'10"  |
| 2018  | Uza Josselyn       | Suisse     | Love You          | Alexandre Abrivard     | René Aebischer       | 1'09"  |
| 2017  | Timoko             | France     | Imoko             | Björn Goop             | Richard Westerink    | 1'12"1 |
| 2016  | Un Mec d'Héripré   | France     | Orlando Vici      | Jean-Michel Bazire     | Fabrice Souloy       | 1'09"9 |
| 2015  | Robert Bi          | Pays-Bas   | Toss Out          | Robin Bakker           | Paul Hagoort         | 1'10"6 |
| 2014  | Napoleon Bar       | Italie     | Varenne           | Pierre Vercruysse      | Catello Savarese     | 1'10"7 |
| 2013  | Timoko             | France     | Imoko             | Jos Verbeeck           | Richard Westerink    | 1'10"5 |
| 2012  | Rapide Lebel       | France     | Ginger Somolli    | Éric Raffin            | Sébastien Guarato    | 1'09"4 |
| 2011  | Commander Crowe    | Suède      | Juliano Star      | Jean-Michel Bazire     | Fabrice Souloy       | 1'11"  |
| 2010  | Nouba du Saptel    | France     | Canada            | Yves Dreux             | Pascal-André Geslin  | 1'11"  |
| 2009  | Première Steed     | France     | Workaholic        | Jean-Michel Bazire     | Fabrice Souloy       | 1'10"  |
| 2008  | Felix del Nord     | Italie     | Full Account      | Jean-Michel Bazire     | Fabrice Souloy       | 1'11"3 |
| 2007  | Meaulnes du Corta  | France     | Voici du Niel     | Pierre Levesque        | Pierre Levesque      | 1'10"2 |
| 2006  | Jag de Bellouet    | France     | Viking's Way      | Christophe Gallier     | Christophe Gallier   | 1'10"9 |
| 2005  | Jag de Bellouet    | France     | Viking's Way      | Christophe Gallier     | Christophe Gallier   | 1'09"9 |
| 2004  | Général du Lupin   | France     | Lutin d'Isigny    | Pierre Vercruysse      | Jean-Paul Marmion    | 1'10"8 |
| 2003  | Général du Lupin   | France     | Lutin d'Isigny    | Jean-Michel Bazire     | Jean-Paul Marmion    | 1'14"  |
| 2002  | Général du Pommeau | France     | Sébrazac          | Jules Lepennetier      | Jules Lepennetier    | 1'12"9 |
| 2001  | First de Retz      | France     | Podosis           | Pierre Levesque        | Pierre Levesque      | 1'13"5 |
| 2000  | Gisella du Gîte    | France     | Riton du Gîte     | Sylvain Lelièvre       | Sylvain Lelièvre     | 1'13"7 |
| 1999  | Remington Crown    | Suède      | Lord of All       | Jos Verbeeck           | Jan Kruithof         | 1'11"5 |
| 1998  | Écho               | France     | Qlorest du Vivier | Jean-Étienne Dubois    | Jean-Étienne Dubois  | 1'13"3 |
| 1997  | Défi d'Aunou       | France     | Armbro Goal       | Jean-Étienne Dubois    | Jean-Étienne Dubois  | 1'11"3 |
| 1996  | Coktail Jet        | France     | Quouky Williams   | Jean-Étienne Dubois    | Jean-Étienne Dubois  | 1'14"4 |
| 1995  | Coktail Jet        | France     | Quouky Williams   | Jean-Étienne Dubois    | Jean-Étienne Dubois  | 1'11"2 |
| 1994  | Bahama             | France     | Quito de Talonay  | Jean-Pierre Dubois     | Jean-Pierre Dubois   | 1'15"1 |
| 1993  | Avenir de Sée      | France     | Quito de Talonay  | Ulf Nordin             | Ulf Nordin           | 1'12"8 |
| 1992  | Ursulo de Crouay   | France     | Mivus             | Joël Hallais           | Joël Hallais         | 1'13"  |
| 1991  | Riton du Gîte      | France     | Buffet II         | Sylvain Lelièvre       | Georges Lelièvre     | 1'12"8 |
| 1990  | Express Ride       | États-Unis | Super Bowl        | Heikki Korpi           | Pekka Korpi          | 1'12"5 |
| 1989  | Quellou            | France     | Bellouet          | Pierre Levesque        | Henri Levesque       | 1'16"  |
| 1988  | Ourasi             | France     | Greyhound         | Jean-René Gougeon      | Jean-René Gougeon    | 1'16"2 |
| 1987  | Potin d'Amour      | France     | Chambon P         | Jan Kruithof           | Jan Kruithof         | 1'13"1 |
| 1986  | Mon Tourbillon     | France     | Amyot             | Jean-Pierre Viel       | Jean-Pierre Viel     | 1'16"2 |
| 1985  | Solo Hagen         | Suède      | Garry Haleryd     | Jacky Béthouart        | Ulf Nordin           | 1'14"6 |
| 1984  | Landoas            | France     | Beauséjour II     | Bertrand de Folleville | Henri Levesque       | 1'13"3 |
| 1983  | Kombo              | France     | Patara            | Heinz Wewering         | Heinz Wewering       | 1'17"6 |
| 1982  | Jeannette d'Udon   | France     | Astorg            | Richard-W. Denéchère   | Richard-W. Denéchère | 1'16"5 |
| 1981  | Ker Seddouk        | France     | Seddouk           | Jean-Pierre Dubois     | Jean-Pierre Dubois   | 1'16"7 |
| 1980  | Ianthin            | France     | Vésuve T          | Paul Delanoë           | Paul Delanoë         | 1'15"9 |
| 1979  | Granit             | France     | Ursin L           | Jean-Claude Hallais    | Jean-Louis Peupion   | 1'17"4 |
| 1978  | Fadet              | France     | Nouvel Atout II   | Jean-Claude Hallais    | Jean-Claude Hallais  | 1'16"5 |
| 1977  | Dauga              | France     | Nicias Grandchamp | Michel-Marcel Gougeon  |                      | 1'15"8 |
| 1976  | Clissa             | France     | Quioco            | Michel-Marcel Gougeon  |                      |        |
| 1975  | Dauga              | France     | Nicias Grandchamp | Michel-Marcel Gougeon  |                      | 1'19"8 |
| 1974  | Diane Royale       | France     | Port Royal II     | Jean-René Gougeon      |                      | 1'18"5 |
| 1973  | Buffet II          | France     | Nonant le Pin     | Louis Hanse            |                      | 1'14"7 |
| 1972  | Blummer L          | France     | Le Sage C         | Michel-Marcel Gougeon  |                      | 1'18"3 |